# Benetton Formula
La Benetton Formula (pronuncia italiana: benettón /benetˈton/) è stata una scuderia anglo-italiana di Formula 1, di proprietà dell'omonima azienda tessile trevigiana, attiva dal 1986 al 2001.
Benetton fu il primo marchio non legato al mondo delle auto a dare il proprio nome a una monoposto da Gran Premi. Nonostante l'inesistente esperienza e tradizione motoristica seppe imporsi tra le migliori squadre del periodo – riuscì a conquistare almeno un piazzamento a podio in ogni campionato a cui partecipò –, vivendo le proprie stagioni migliori nella prima metà degli anni 90 grazie a figure chiave quali il pilota Michael Schumacher, il manager Flavio Briatore e i tecnici Rory Byrne e Ross Brawn: nel suo quindicennio di attività la Benetton vinse 27 Gran Premi con Schumacher, Nelson Piquet, Gerhard Berger, Johnny Herbert e Alessandro Nannini, due campionati mondiali piloti con Schumacher (1994 e 1995) e un campionato mondiale costruttori (1995).

## Storia
(Bernie Ecclestone)

### 1983-1985: gli inizi come sponsor

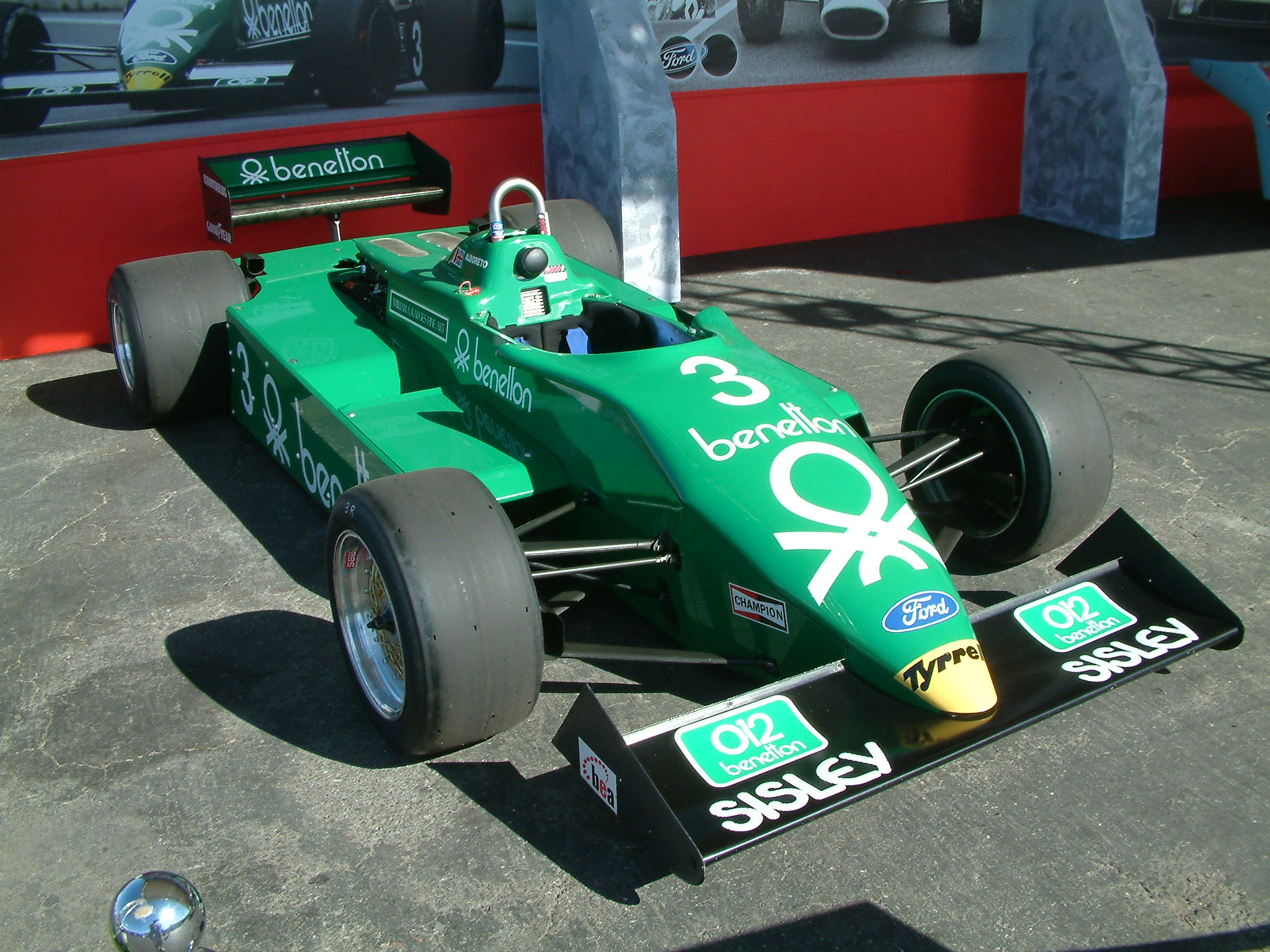
La Tyrrell 011 di Michele Alboreto sponsorizzata Benetton del

All'inizio degli anni 80 i Benetton, famiglia di imprenditori trevigiani attivi nel campo della moda, decisero di impegnarsi in varie sponsorizzazioni sportive attraverso i propri marchi di abbigliamento, Benetton e Sisley, con un'operazione «sociale» che mirava a supportare perlopiù realtà del proprio territorio come pallacanestro (Pall. Treviso), pallavolo (Treviso) e rugby (Benetton). La sola eccezione a questa filosofia locale fu rappresentata fin dal principio dalla Formula 1, in quanto vista «come unico veicolo pubblicitario a carattere universale»: l'automobilismo era infatti ritenuto uno strumento ideale per propalare i valori di gioventù e dinamismo connaturati alle strategie di marketing del gruppo.
Il marchio debuttò quindi nel circus nel 1983 come sponsor principale della Tyrrell, ripellicolando di conseguenza nel verde aziendale Benetton le due monoposto 011 di Michele Alboreto e Danny Sullivan. Nonostante una più che soddisfacente stagione, in cui arrivò con Alboreto anche una vittoria nel Gran Premio degli Stati Uniti d'America-Est – a posteriori l'ultima nella storia del team britannico oltreché per il longevo propulsore Ford Cosworth DFV –, l'accordo commerciale durò solo un anno giacché nel 1984 il gruppo italiano andò ad associare il proprio marchio alla scuderia Euroracing, la squadra corse semiufficiale dell'Alfa Romeo, versante in condizioni economiche deficitarie. Gli ingenti investimenti di Luciano Benetton non furono comunque sufficienti a dare maggior competitività al team lombardo, eccezione fatta per il terzo posto colto da Riccardo Patrese nel Gran Premio d'Italia 1984, sicché anche questa sponsorizzazione, «alquanto deludente», ebbe vita breve risolvendosi nel 1985.

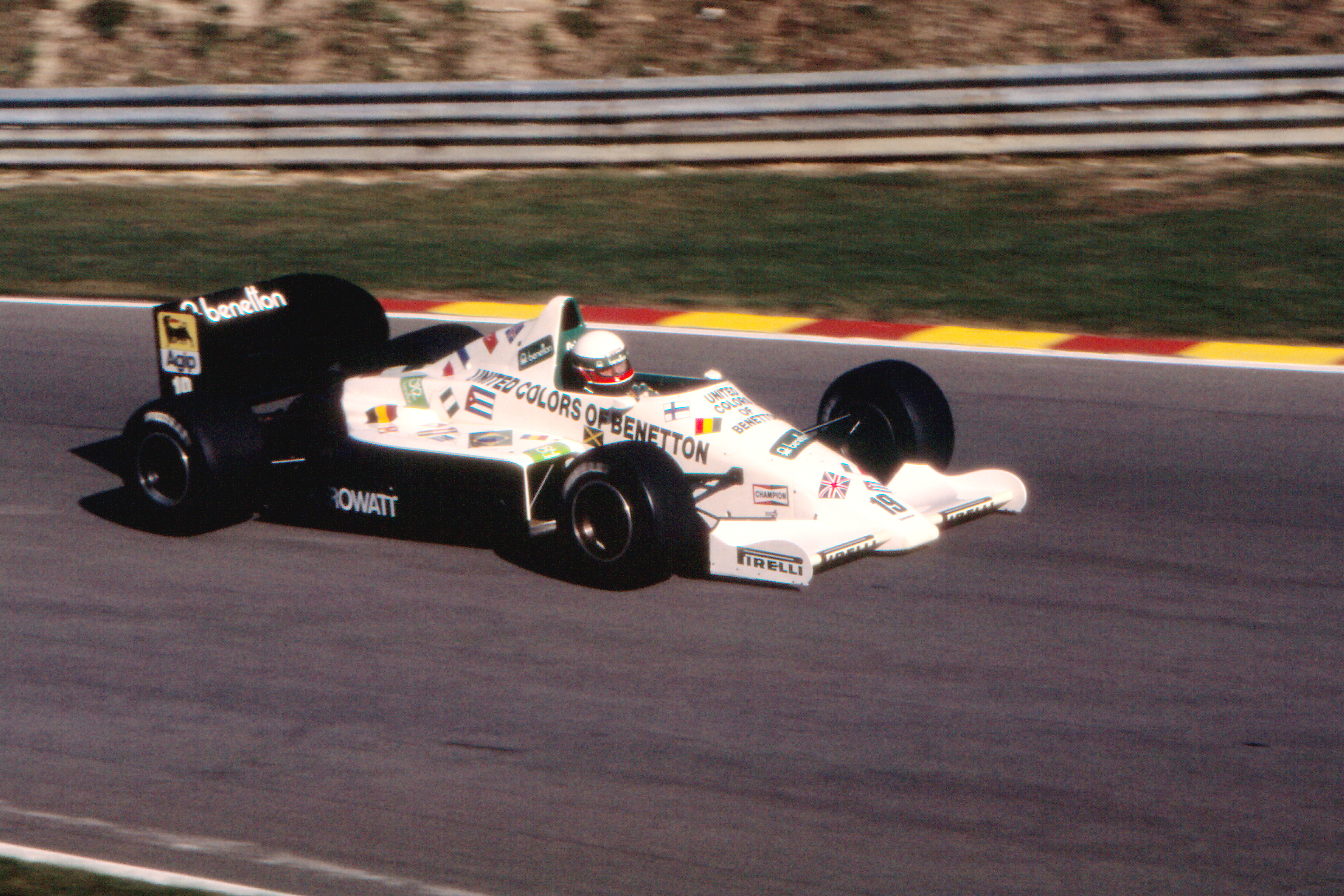
La Toleman TG185 di Teo Fabi sponsorizzata Benetton del

Guardando oltre la fallimentare relazione con la Euroracing, i Benetton optarono per legarsi anche a un'altra squadra, stavolta giovane e in ascesa, ovvero la Toleman che nel 1984 aveva fatto debuttare nella massima categoria motoristica il promettente brasiliano Ayrton Senna e poteva vantare una struttura tecnica solida e competente, guidata dal giovane ma già valido progettista sudafricano Rory Byrne.
Nel 1985 la Toleman motorizzata Hart poté quindi contare sulla munifica sponsorizzazione trevigiana, che nel giro di pochi mesi si risolse nella completa acquisizione della scuderia, poi fusasi con la Spirit (team appena ritiratosi dal mondiale) per andare così ad assumere la denominazione di Benetton Formula: per la prima volta un marchio non legato al mondo delle auto dava il proprio nome a una monoposto da Gran Premi.
Benetton corse con licenza automobilistica britannica fino al 1995 e con licenza italiana dal 1996; la sede operativa rimase comunque sempre in Inghilterra, a Witney fino al 1991 e a Enstone dal 1992.

### 1986-1989: il debutto come costruttore

#### La prima vittoria (1986)

Gerhard Berger (a destra) coglie il primo podio nella storia Benetton al Gran Premio di San Marino 1986, dietro al futuro benettoniano Nelson Piquet e al vincitore Alain Prost.

Nel 1986 la Benetton, ormai desiderosa «di agire in prima persona» nelle decisioni della squadra, fece dunque il suo esordio in Formula 1 come costruttore, con una struttura guidata dall'amministratore delegato Davide Paolini e dal direttore sportivo Peter Collins; la monoposto B186, spinta dal motore 4 cilindri turbo di BMW ed equipaggiata con pneumatici Pirelli ereditati dalla Spirit, era affidata all'italiano Teo Fabi e all'austriaco Gerhard Berger. La debuttante squadra anglo-trevigiana si fece notare in primis per la sua insolita livrea multicolore – fantasia che si estenderà finanche alle spalle degli pneumatici in occasione del Gran Premio degli Stati Uniti d'America –, spiccando immediatamente in mezzo alle altre vetture della griglia.
Dopo un inizio convincente, segnato dall'ottenimento di 8 punti nelle prime tre gare e culminato nel primo podio grazie alla terza piazza colta da Berger a Imola, il team ebbe una lunga crisi di risultati, incappando in molti ritiri soprattutto a causa di cedimenti meccanici.

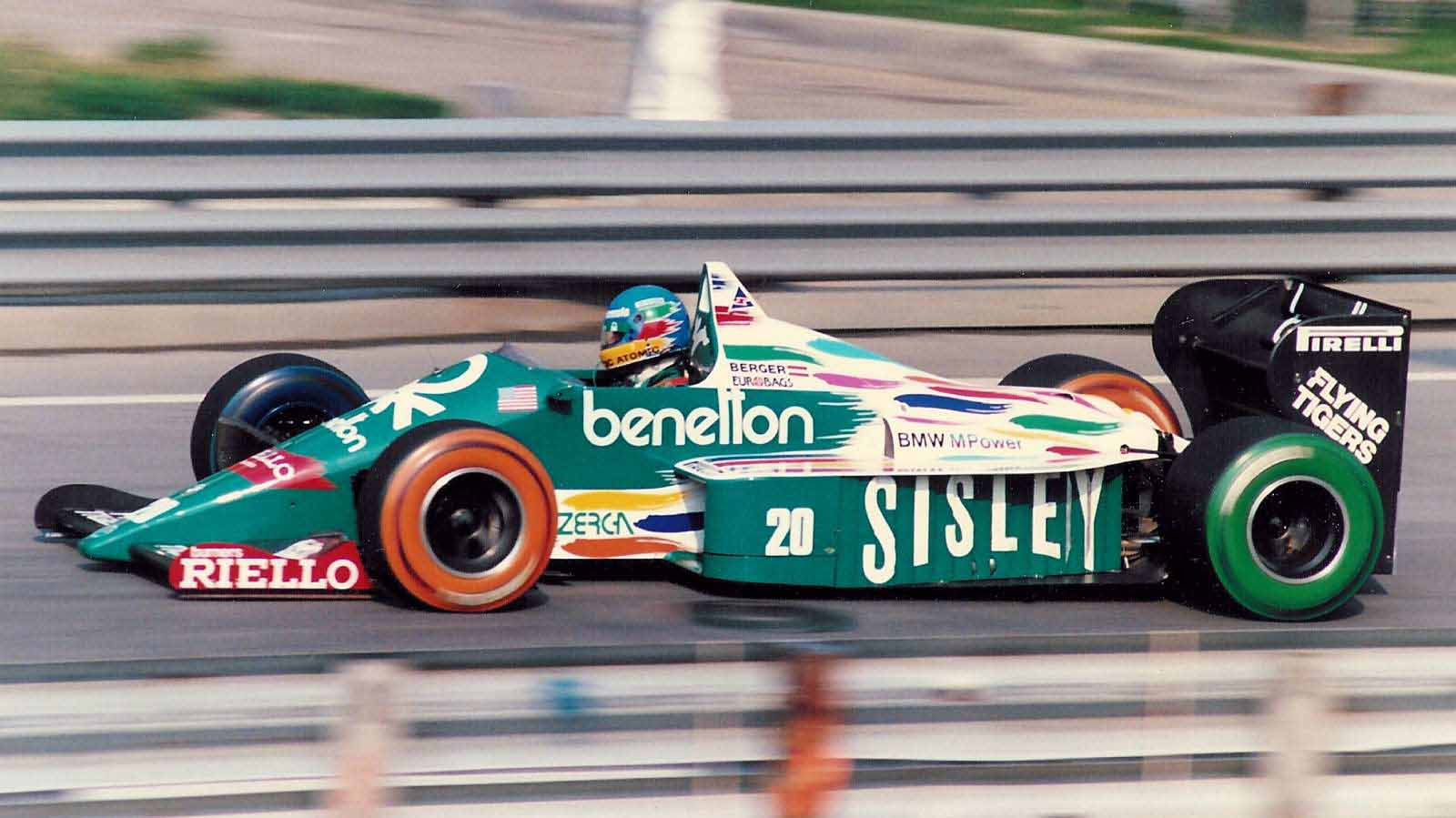
Berger alla guida della Benetton B186 nel Gran Premio degli Stati Uniti d'America 1986

La stagione si chiuse però in crescendo: dapprima Fabi ottenne due pole position consecutive all'Österreichring e a Monza, e infine Berger, anche grazie alla migliore resa del propulsore tedesco e delle coperture italiane sulle alture centro-americane rispetto ai concorrenti, colse il primo successo della storia Benetton nel Gran Premio del Messico, consentendo alla squadra di terminare sesta nel mondiale costruttori.

#### Anni di assestamento (1987-1988)
Nel 1987 iniziò la collaborazione con il motorista statunitense Ford, attraverso la consociata britannica Cosworth, che durerà con profitto per le successive otto stagioni. I piloti erano il confermato Fabi e il belga Thierry Boutsen, arrivato a sostituire il promettente Berger migrato in Ferrari, mentre la vettura B187 era equipaggiata da un nuovo motore V6 turbo, il Ford GBA, potente ma poi rivelatosi molto poco affidabile nel corso del campionato. L'anno terminò con 28 punti, due podi e il quinto posto fra i costruttori.
Nel 1988 il team, passato sotto la presidenza di Alessandro Benetton, secondogenito del patron Luciano, che manterrà la carica per i dieci anni seguenti, abbandonò anticipatamente i propulsori turbocompressi (destinati a essere comunque banditi dall'anno successivo) in favore di un V8 aspirato, il Ford DFR. Le monoposto B188 guidate da Boutsen e dall'italiano Alessandro Nannini ottennero diversi podi e il terzo posto complessivo nella classifica costruttori con 39 punti, dietro alla Ferrari e alla McLaren, quest'ultima dominatrice assoluta del campionato.

#### L'arrivo di Briatore (1989)

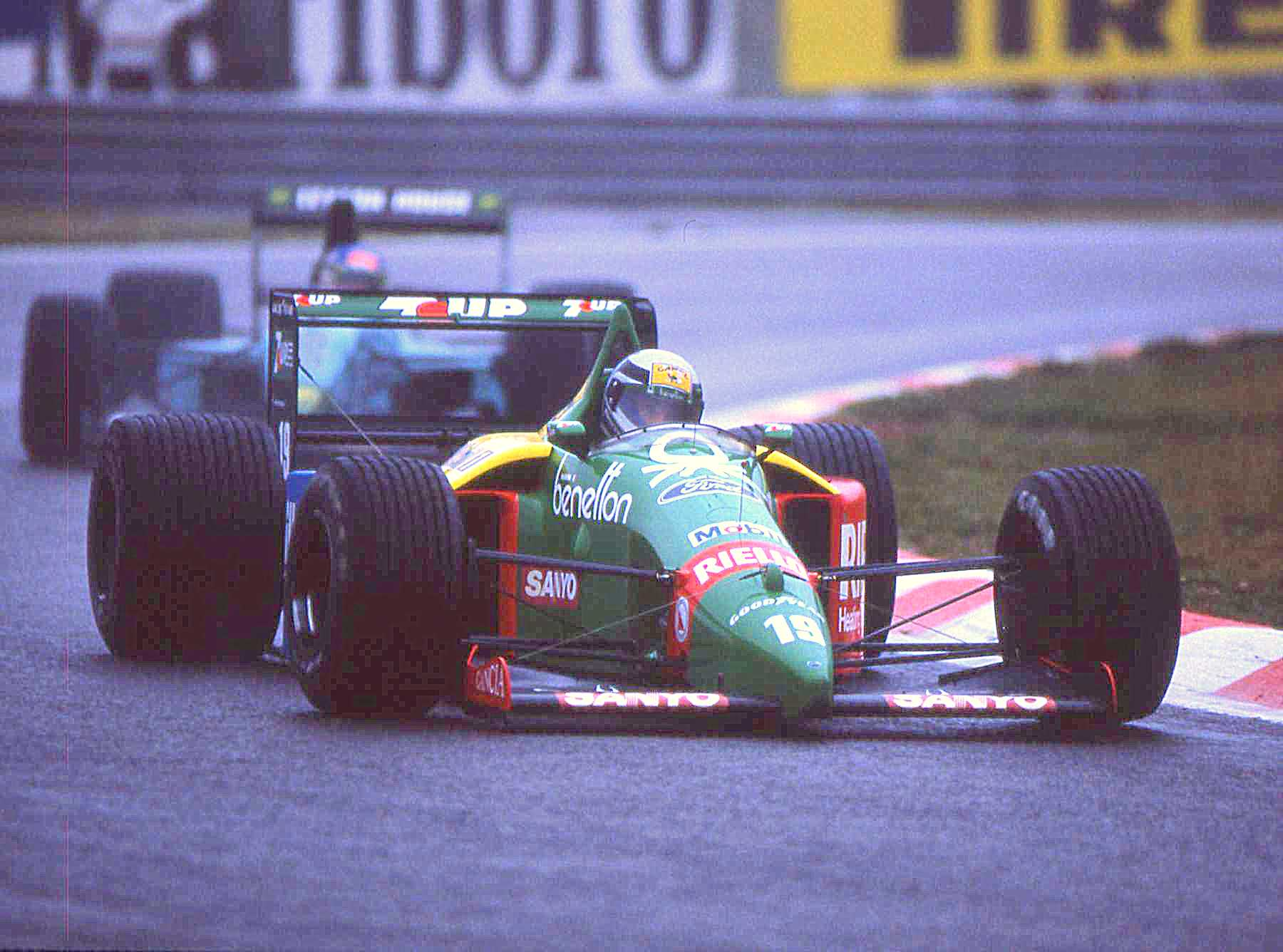
Alessandro Nannini alla guida della Benetton B189 nel Gran Premio del Belgio 1989

Il 1989 vide l'arrivo al muretto del direttore esecutivo Flavio Briatore, uomo di fiducia della famiglia Benetton e a posteriori punto di svolta nell'ascesa del team. Frattanto la monoposto B189 segnò il rafforzamento della collaborazione tecnica con Ford, che ora equipaggiava in esclusiva la squadra anglo-italiana attraverso la nuova serie di motori HBA.
La seconda vettura era stata inizialmente affidata al giovane britannico Johnny Herbert, sponsorizzato dal diesse Collins e ancora convalescente dopo un grave incidente occorsogli in Formula 3000 nel 1988. Già dopo pochi Gran Premi sorsero però contrasti all'interno del box tra il nuovo arrivato Briatore e Collins, a seguito dei quali sia quest'ultimo sia il suo pupillo Herbert lasciarono Witney; al pilota britannico subentrò l'italiano Emanuele Pirro per la seconda parte di stagione.
Sul piano sportivo Nannini riportò la Benetton alla vittoria in Giappone (anche grazie alla squalifica di Ayrton Senna) ma per la prima volta il team perse una posizione tra i costruttori, piazzandosi quarto dietro anche alla Williams. Ciò fu imputato essenzialmente alla B189, monoposto non rivelatasi capace di proseguire il trend crescente della scuderia; a pagare fu Byrne, che chiuse con un licenziamento la sua prima fase in seno a Witney.

### 1990-1995: da Piquet ai trionfi di Schumacher

#### Nuove ambizioni (1990)
Già alla fine del 1989 la Benetton si era assicurata per l'anno successivo le prestazioni del tre volte iridato Nelson Piquet, strappato a una nobile decaduta quale la Lotus, e del progettista John Barnard, transfuga dalla Ferrari, in sostituzione di Byrne. L'ancora giovane team, pur non potendo vantare l'esperienza e la tradizione dei grandi marchi dell'automobilismo, stava infatti iniziando a farsi un nome all'interno del circus: in pochi anni la famiglia Benetton aveva portato in Formula 1 nuovi stili di comunicazione e metodi manageriali, cominciando a impensierire sul piano sportivo le scuderie storicamente protagoniste della categoria e inimicandosene altre sul fronte politico.

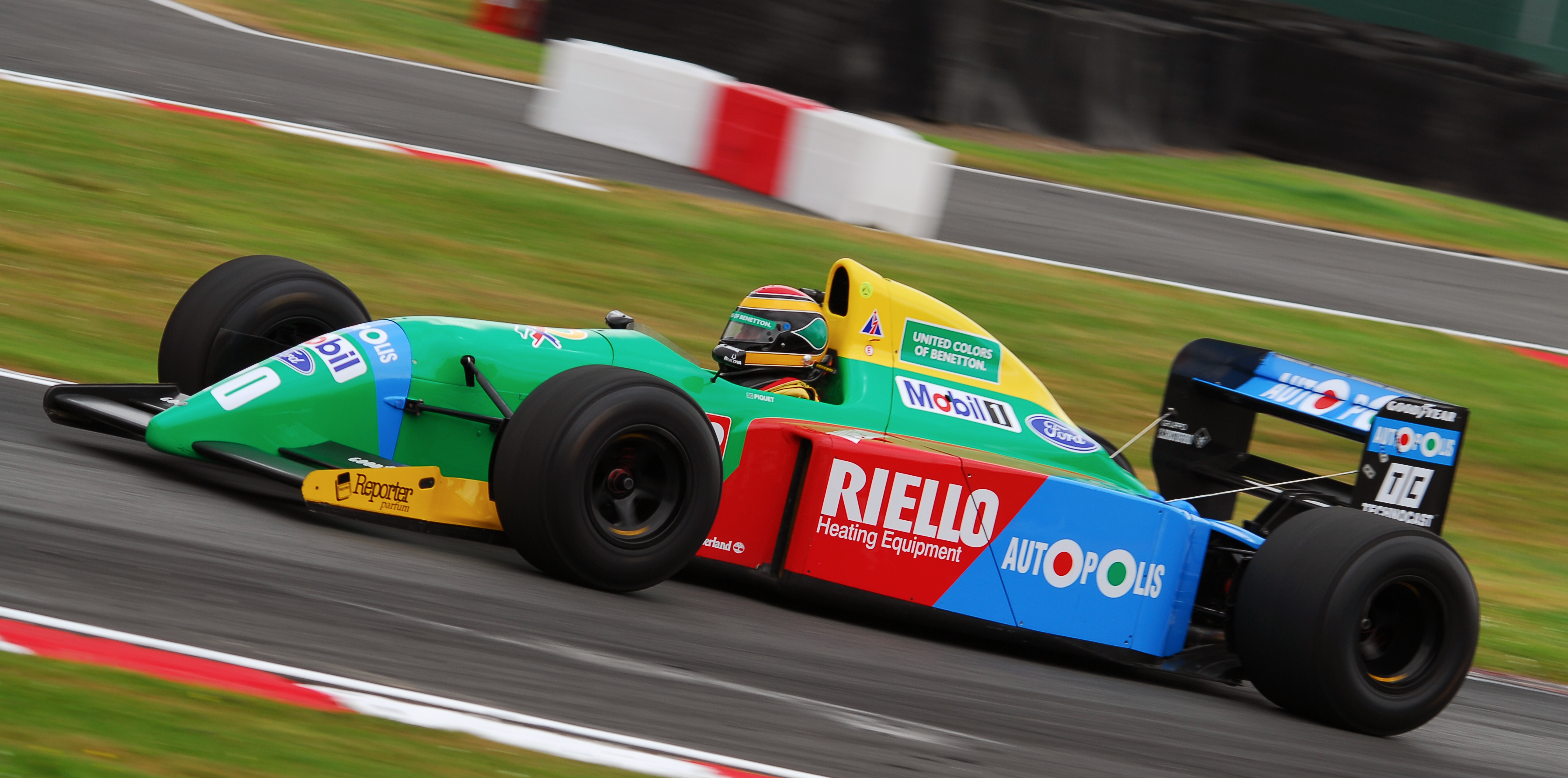
La Benetton B190 del

Nel campionato 1990 Piquet, nonostante fosse ormai nella fase calante della propria carriera, si rese ancora protagonista di buone prestazioni: anche grazie alle vittorie nelle ultime due gare della stagione, in Giappone e in Australia, il brasiliano chiuse al terzo posto la classifica piloti. Lo stesso piazzamento venne conseguito dalla squadra tra i costruttori. Verso la fine della stagione, tuttavia, la Benetton dovette affrontare il dramma di Nannini, vittima di un grave incidente in elicottero, per i postumi del quale fu costretto a chiudere la sua carriera in Formula 1; al suo posto venne chiamato Roberto Moreno il quale, con il secondo posto colto a Suzuka dietro al connazionale Piquet, diede peraltro alla scuderia la prima doppietta della sua storia.

#### L'inizio dell'era tecnica Brawn-Byrne (1991)
In vista del campionato 1991 la squadra, che nel frattempo stava cercando di ampliare il proprio budget in modo da non dover più dipendere solo dal sostegno diretto della famiglia Benetton, ottenne la munifica sponsorizzazione della R. J. Reynolds Tobacco Company che ne divenne title sponsor attraverso il marchio Camel: le vetture anglo-trevigiane abbandonarono pertanto la caratteristica livrea policroma con cui avevano corso nel precedente quinquennio, venendo ripellicolate nel giallo aziendale del succitato brand di sigarette.

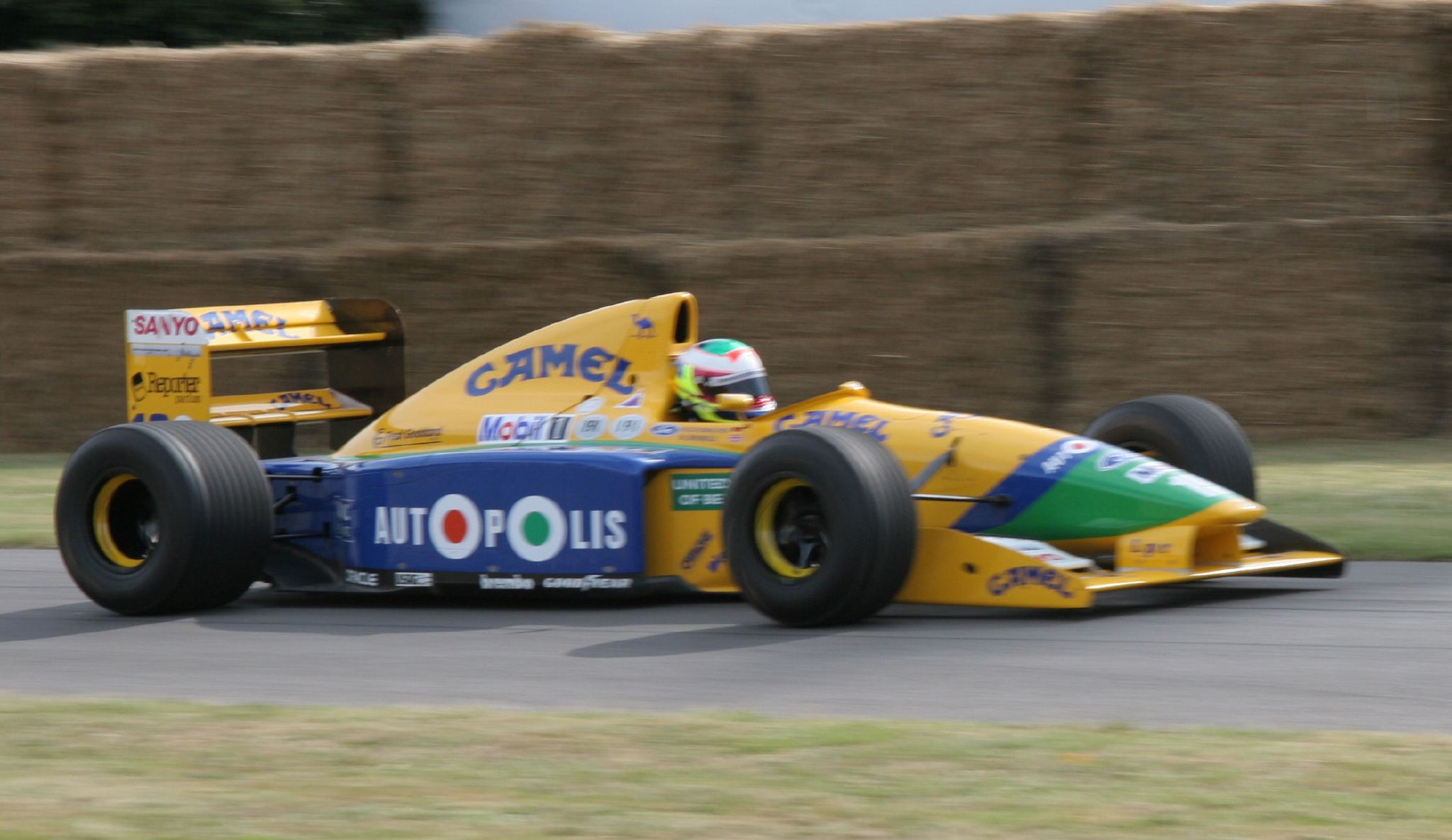
La B191 del, prima monoposto ad abbandonare i colori Benetton in favore di un title sponsor.

La nuova monoposto, la B191, fu la prima tra quelle dei top team dell'epoca ad adottare la filosofia progettuale del muso alto; una soluzione che era stata portata al debutto l'anno prima dalla Tyrrell 019. Alla guida erano stati inizialmente confermati sia Piquet, giunto alla sua ultima stagione di attività, sia Moreno. In occasione del fine settimana di Spa-Francorchamps, tuttavia, Briatore rimase colpito dalle prestazioni del debuttante Michael Schumacher, all'epoca un giovane e semisconosciuto pilota di endurance che era stato frettolosamente chiamato dalla Jordan a sostituire l'indisponibile Bertrand Gachot: anticipando il resto del circus e, con una buona dose di azzardo, preferendolo agli allora più promettenti Heinz-Harald Frentzen e Karl Wendlinger, Briatore arrivò a un accordo con Eddie Jordan a decorrere dalla successiva gara di Monza, portando Schumacher in Benetton e facendo compiere percorso inverso (e con ingaggio pagato) a Moreno. L'annata vide Piquet conquistare una fortunosa vittoria in Canada, giovando dei problemi occorsi alla Williams di Nigel Mansell proprio nell'ultimo giro, e due terzi posti, mentre Moreno e Schumacher ottennero tre piazzamenti a punti a testa; la Benetton chiuse infine il campionato costruttori al quarto posto con 38,5 lunghezze.
Frattanto, a metà stagione Barnard aveva lasciato la squadra causa un mancato feeling sia in pista sia in azienda. Il reparto progetti fu così riaffidato a Byrne, reduce dal fallito sbarco Reynard nella massima formula e che, nel frattempo, aveva ricucito i rapporti con il team anglo-trevigiano; inoltre il contemporaneo arrivo a Enstone di Tom Walkinshaw, colui dietro ai successi Jaguar nel mondiale sportprototipi, aprì le porte della direzione tecnica all'emergente Ross Brawn, fattosi notare grazie al suo lavoro col plurivittorioso prototipo XJR-14. Il binomio Brawn-Byrne sarà destinato a scrivere un importante pezzo di storia della Formula 1 negli anni seguenti, grazie a monoposto molto raffinate sia a livello meccanico sia aerodinamico, facendo la fortuna dapprima della stessa Benetton e poi, ancor più, della Ferrari.

#### Crescita costante (1992-1993)

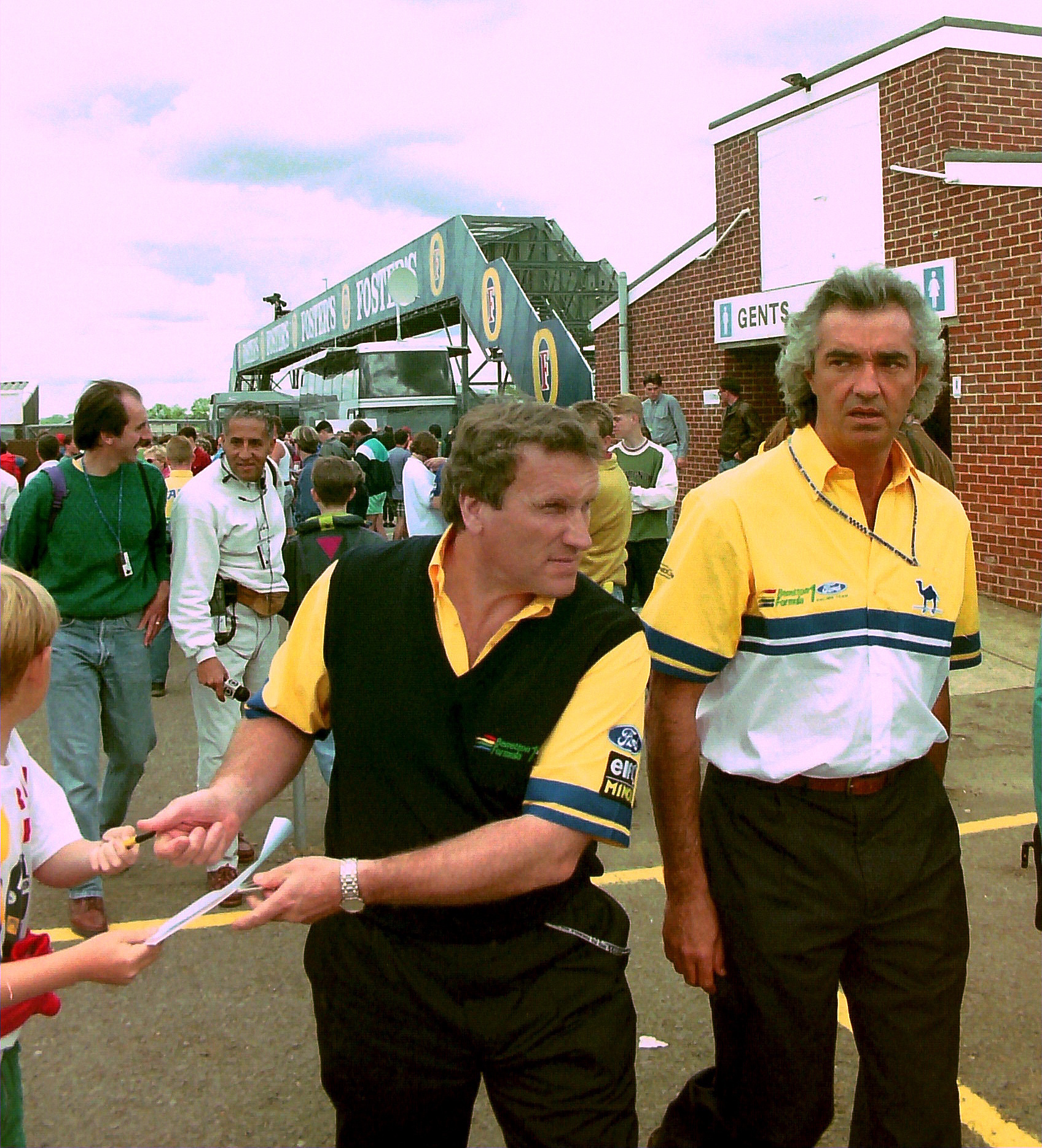
Da sinistra: Tom Walkinshaw e il direttore Flavio Briatore nel paddock di Silverstone nel

Ritiratosi Piquet, per il 1992 la Benetton confermò il talentuoso Schumacher, promosso a prima guida nonostante la giovane età e a conti fatti designato a uomo su cui puntare per la rincorsa al mondiale, affiancandogli il più esperto britannico Martin Brundle. Arrivò una vittoria in Belgio, a Spa-Francorchamps, la prima in carriera per Schumacher; in generale, a riprova di una B192 non al top velocisticamente ma estremamente affidabile, con almeno una delle due monoposto la scuderia anglo-italiana chiuse tutte le gare in zona punti – all'epoca ristretta ai soli primi sei al traguardo. La stagione finì con 91 punti in cascina e il terzo posto tra i costruttori.
Nel 1993 la Benetton si mantenne sui livelli della stagione precedente. La B193 era concettualmente la prosecuzione della monoposto precedente, ma i progressi tecnici furono particolarmente lenti (il controllo di trazione non fu introdotto che da metà stagione) sicché nella prima parte di campionato le prestazioni ne risultarono frenate, impedendo un reale confronto con la Williams punto di riferimento della griglia.
Schumacher si confermò, vincendo il Gran Premio del Portogallo e facendo suo nettamente il confronto interno con il compagno di squadra, l'esperto italiano Riccardo Patrese, alla sua ultima stagione in Formula 1.

#### Il primo titolo con Schumacher (1994)

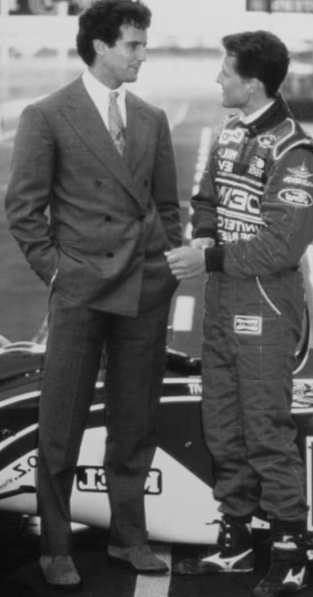
Da sinistra: il presidente Alessandro Benetton con Michael Schumacher nella stagione

Nell'inverno precedente alla stagione 1994 gli organi di governo della Formula 1 si adoperarono per tentare di arginare l'escalation di prestazioni delle monoposto nonché per ridurre il vantaggio tecnologico accumulato dalla Williams che, nel precedente biennio, aveva messo in pista macchine nettamente superiori alla concorrenza. L'intento era duplice: spingere i costruttori a realizzare monoposto meno performanti – e dunque teoricamente più sicure –, e restituire maggiore spettacolarità al campionato.
La Federazione Internazionale dell'Automobile (FIA) pertanto intervenne fortemente sul regolamento, bandendo o comunque limitando tutti quegli aiuti elettronici alla guida – come ad esempio i sistemi di launch e traction control o di antilock braking, o le sospensioni attive – che avevano fatto la fortuna del team di Didcot; venne inoltre reintrodotto dopo undici anni il rifornimento di carburante nei pit stop, onde inserire un ulteriore elemento tattico e rendere più spettacolari alcune fasi di gara.
In casa Benetton, stante il ritiro della Camel dalle sponsorizzazione sportive, ci si accordò con la concorrente Japan Tobacco: la nuova B194 venne dunque ripellicolata nella livrea bianco-blu-azzurra del marchio Mild Seven, che accompagnerà la scuderia per il resto della sua storia. La monoposto, dal disegno molto razionale, vantava notevole efficienza aerodinamica e affidabilità meccanica. Non andò però in porto il tentativo di cambiare motorista, sicché venne confermato il legame con Cosworth, che nell'occasione portò al debutto il nuovo propulsore Ford Zetec-R, globalmente più avanzato rispetto agli HBA usati in precedenza, ma comunque prestazionalmente inferiore rispetto al V10 Renault montato dalla Williams campione uscente e al V12 Ferrari; l'architettura V8 lo rendeva tuttavia più leggero dei concorrenti, facile nella messa a punto e, cosa più importante, estremamente solido.

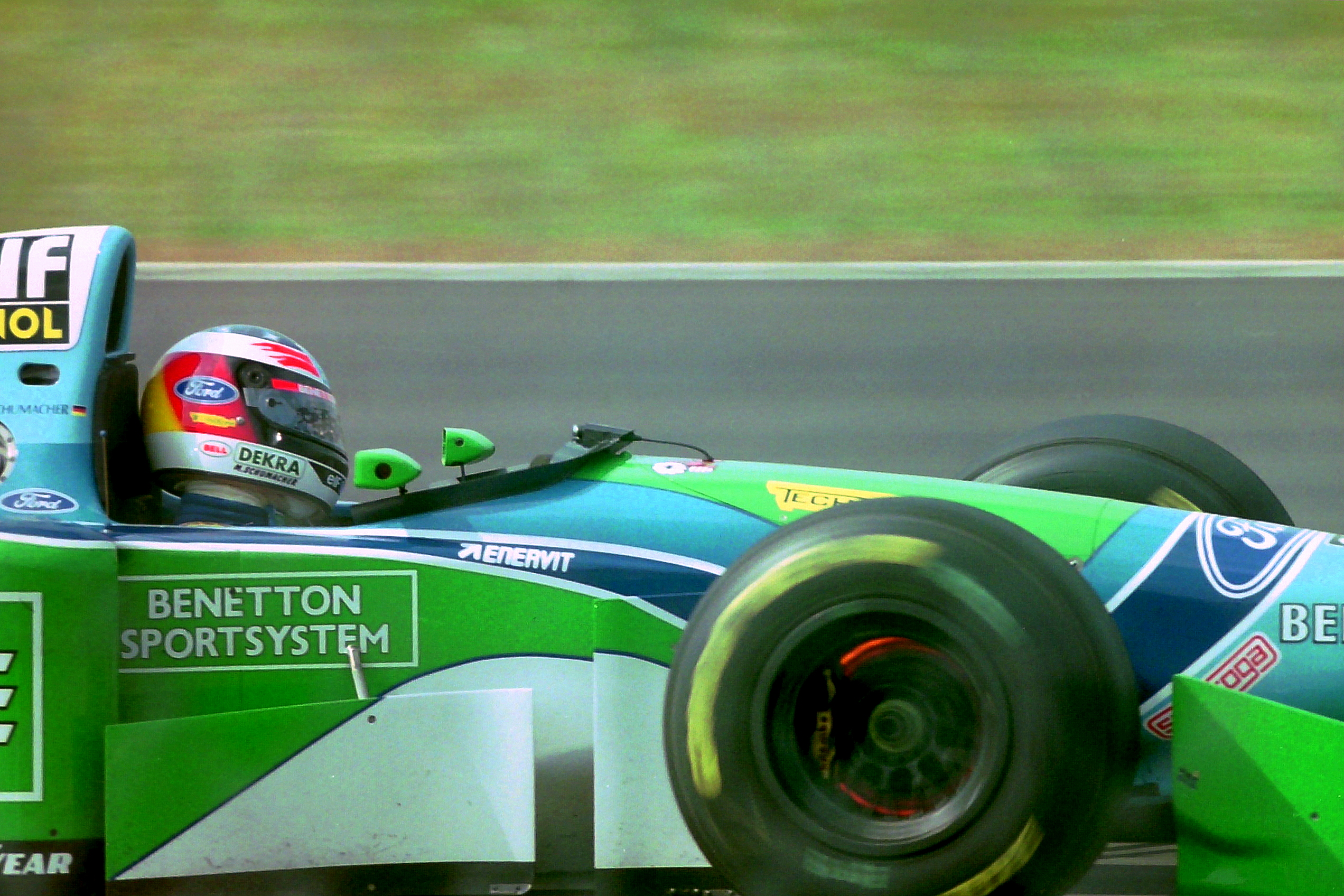
Schumacher a bordo della sua Benetton nel fine settimana del Gran Premio di Gran Bretagna 1994, dove il tedesco incappò nella prima delle quattro gare di squalifica comminategli in stagione, fatto che esacerbò la lotta mondiale con la Williams.

Le novità regolamentari e il pacchetto vettura-pilota, nella persona di uno Schumacher chiamato al definitivo salto di qualità, resero la Benetton la principale candidata a insidiare la Williams che, pur a fronte del ritiro del campione uscente Alain Prost, restava la favorita d'obbligo avendo affidato il volante al tre volte iridato Senna.
La scelta del team anglo-trevigiano di puntare tutto su Schumacher, costruendo la vettura in funzione esclusiva del suo stile di guida, si rivelò vincente: il tedesco colse 8 successi, andando a podio tutte le volte che riuscì a vedere la bandiera a scacchi e, anche complice le difficoltà patite dalla concorrenza, in primis da una Williams che dovette affrontare la morte di Senna a Imola e la discontinuità di rendimento della seconda guida Damon Hill (quest'ultimo, comunque, l'unico capace di rivaleggiare contro Schumacher per l'iride fino all'ultima gara), si garantì il suo primo titolo mondiale.
Non altrettanto fortunata fu la corsa all'alloro costruttori, che rimase appannaggio della scuderia di Frank Williams per soli quindici punti: i tre piloti che si alternarono durante la stagione alla guida della seconda B194 – dapprima il giovane collaudatore Jos Verstappen, sostituto dell'infortunato e titolare JJ Lehto, e infine Herbert, quest'ultimo di ritorno in squadra dopo un lustro – non seppero infatti portarla allo stesso livello cui la spingeva Schumacher, il quale a sua volta si ritrovò frenato da varie squalifiche nel corso del campionato: dapprima una bandiera nera in Gran Bretagna, poi la revoca della vittoria in Belgio per l'eccessivo consumo del pattino del fondo della vettura, e infine l'impossibilità di prendere parte agli appuntamenti d'Italia e Portogallo per via di un'ulteriore sanzione relativa alla succitata condotta irregolare di Silverstone.

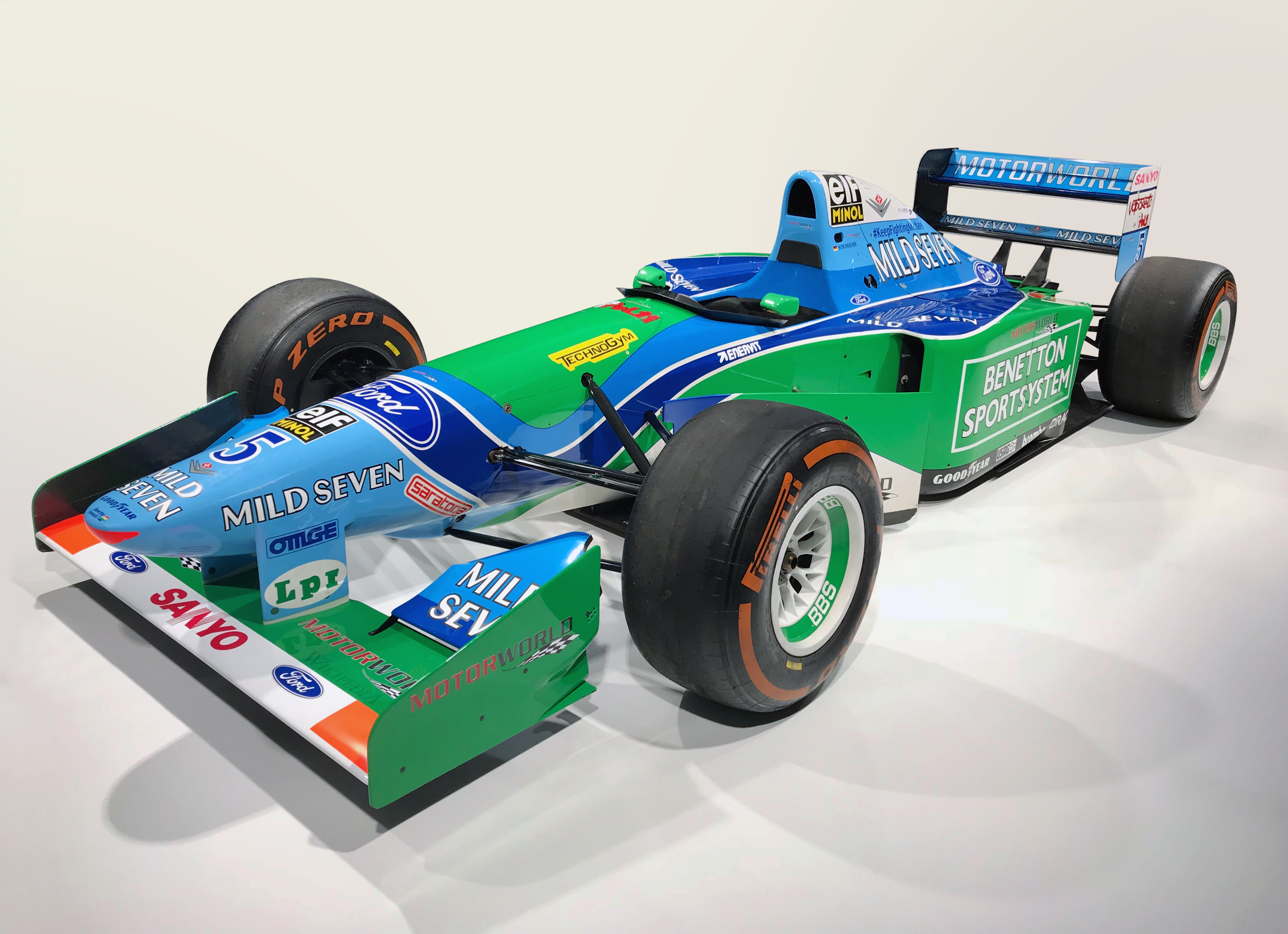
La Benetton B194 campione del mondo piloti 1994 con Schumacher

La stagione non fu inoltre esente da polemiche. Anzitutto la discrepanza di rendimento tra Schumacher e i compagni di squadra fece sorgere dubbi in merito alla regolarità della vettura guidata dal tedesco, in particolare riguardo ai sistemi informatici di bordo, accusati di contenere programmi volti ad aggirare i ban FIA e massimizzare le prestazioni della B194. Egualmente fonte di discussioni furono le pompe benzina, realizzate dal fornitore unico Intertechnique per tutta la pit lane e successivamente modificate dalla Benetton onde velocizzare, ma anche rendere più rischiosa, l'operazione: ciò fu palese allorché la monoposto di Verstappen, durante un pit stop a Hockenheim, prese fuoco senza però causare conseguenze significative al pilota o ai meccanici. Nessuna di tali circostanze venne tuttavia giudicata irregolare dagli organi di governo della Formula 1: dalle indagini FIA non emerse l'utilizzo di software illegali da parte del team, mentre nel caso delle pompe di rifornimento la squadra, pur non negando l'accaduto, presentò una solida tesi difensiva che la mise al riparo da sanzioni.
Nondimeno oggetto di critiche fu lo stile di guida di Schumacher, il quale, al di là della sospensione dalle gare patita a metà campionato, dovuta anche alle indicazioni dategli dal muretto, fu sospettato di avere provocato scientemente l'incidente che, nell'ultimo e decisivo Gran Premio stagionale ad Adelaide, mise fuori gioco sia lui che Hill, garantendogli la conquista del titolo iridato. Anche in questo caso, tuttavia, una successiva inchiesta FIA si risolse in favore del neocampione del mondo.

#### La doppietta mondiale (1995)

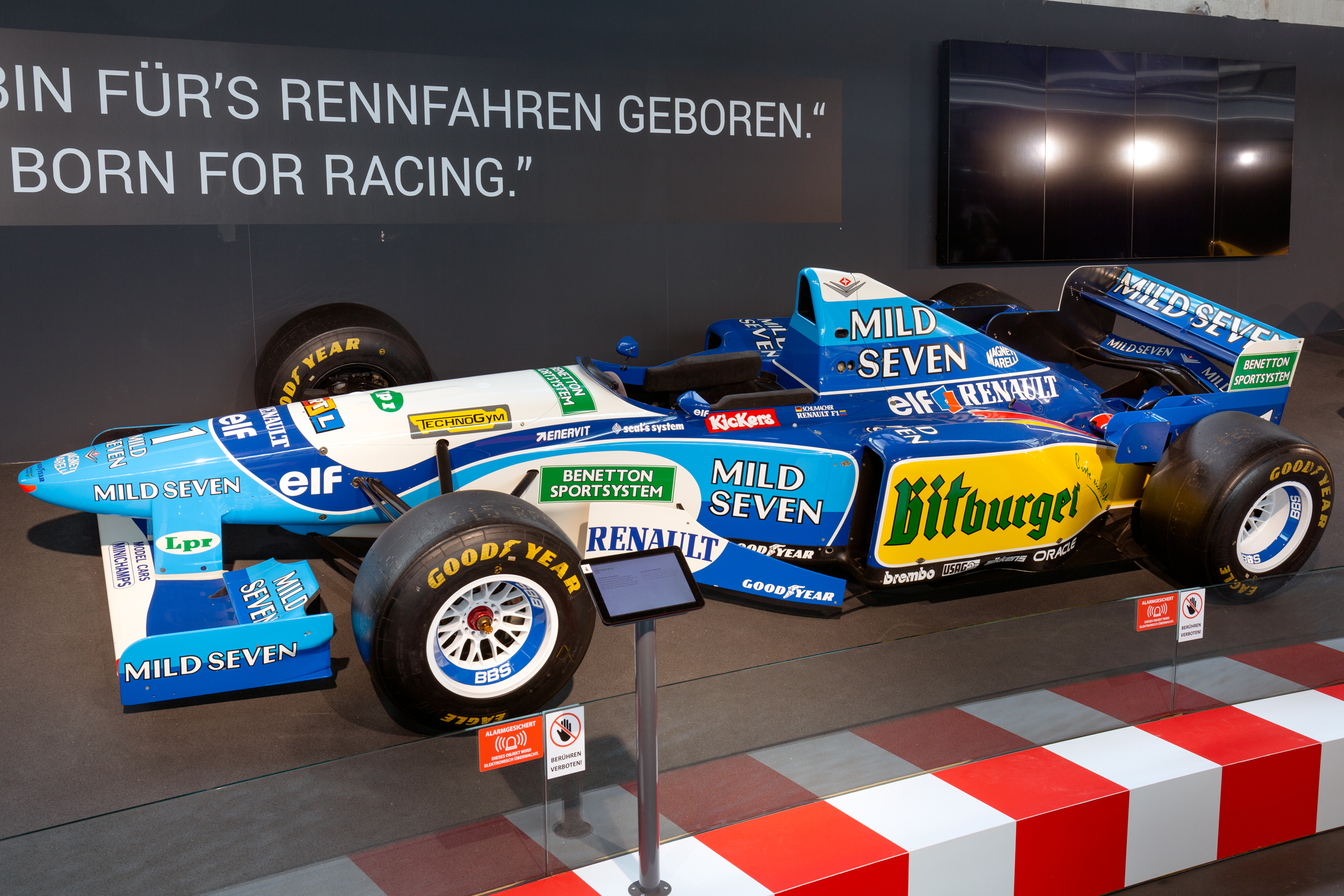
La Benetton B195 che permise al campione uscente Schumacher di riconfermarsi iridato nel

Nel maggio 1994, con una manovra prettamente politica, il team principal Briatore aveva acquisito la maggioranza della concorrente Ligier, versante in gravi difficoltà economiche. L'operazione, volta a portare la Benetton allo stesso livello prestazionale della rivale Williams, mirava essenzialmente a trasferire a Enstone la fornitura di V10 Renault che equipaggiava le monoposto francesi, una motorizzazione che la scuderia anglo-italiana inseguiva ormai da un paio d'anni; si andò così ad aggirare il veto di Didcot che, da par suo, dal 1993 aveva instaurato una solida partnership tecnica con Ligier onde ostacolare un possibile accordo tra la Benetton e la factory di Viry-Châtillon. In attesa della formalizzazione dell'accordo, nel dicembre 1994 il neoiridato Schumacher poté così prendere confidenza coi propulsori francesi compiendo un test all'Estoril su una JS39. Poco dopo Briatore cederà la Ligier all'ex benettoniano Walkinshaw.
Per la stagione 1995 venne quindi messa in pista la B195, che riprendeva gran parte dei validi concetti visti sulla monoposto precedente. Affidata a Schumacher e a un Herbert stavolta confermato in pianta stabile per tutta l'annata, la nuova vettura incontrò alcune difficoltà in avvio di stagione, per via dell'adattamento al nuovo motore Renault che inficiava negativamente su setup e bilanciamento; ma una volta risolti questi problemi di gioventù, la B195 permise alla Benetton di egemonizzare il campionato con 11 vittorie – passò agli annali quella di Spa-Francorchamps, dove Schumacher primeggiò pur partendo dal 16º posto in griglia, e dove, con gomme slick su pista umida, battagliò alla pari contro la Williams di Hill dotata di coperture da bagnato – su 17 corse (compresa una doppietta a Barcellona), segnando a posteriori il punto più alto nella storia del team.

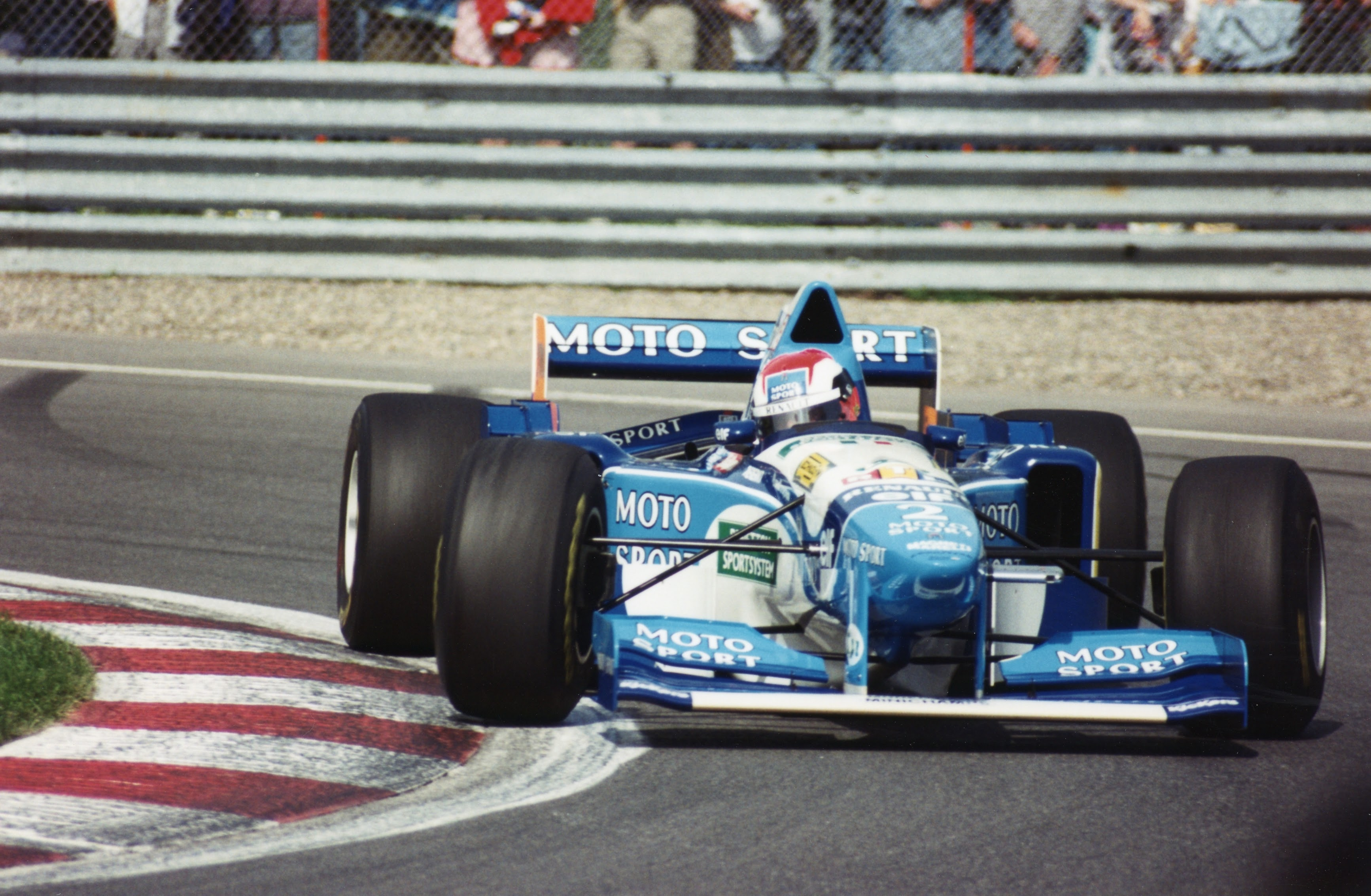
Johnny Herbert alla guida della B195 nel Gran Premio del Canada 1995: le prestazioni della seconda guida sfociarono quell'anno nella doppietta mondiale per la Benetton, che fece suo anche il titolo costruttori.

Il campione in carica Schumacher, una volta superati i summenzionati imprevisti, dal Gran Premio spagnolo in poi domò abbastanza facilmente la resistenza di Hill e si riconfermò iridato con nove successi totali, assicurandosi l'alloro già nel terz'ultimo appuntamento di Aida, mentre le buone prestazioni del secondo pilota Herbert, il quale colse due affermazioni di prestigio a Silverstone e Monza, oltre a piazzarsi regolarmente a punti nel resto dell'anno, consentirono al team di issarsi a quota 137 punti e incamerare così, per la prima e unica volta, anche il titolo costruttori.
Rimase questo il momento più glorioso della Benetton: infatti a fine campionato, quando era ormai divenuta la squadra di riferimento del circus, perse le prestazioni di Schumacher il quale già dall'estate precedente, a mondiale virtualmente conquistato, aveva deciso di accettare l'ingaggio della Ferrari per il 1996.

### 1996-2001: il lento declino

#### La coppia Alesi-Berger (1996)
Il 1996 vide la Benetton passare a correre sotto la licenza italiana; ciò non ebbe ripercussioni sulla logistica della squadra, che mantenne la propria sede operativa in Inghilterra. La nuova B196 appariva perlopiù come una versione rivisitata e adattata ai nuovi regolamenti (vedi l'adozione delle protezioni laterali per l'abitacolo) della monoposto campione uscente, piuttosto che un progetto completamente nuovo, tant'è che ben presto si dimostrò prestazionalmente un gradino sotto la Williams di Damon Hill, finalmente campione come suo padre Graham, e quasi alla pari di una Ferrari rivitalizzata dall'ex Schumacher.

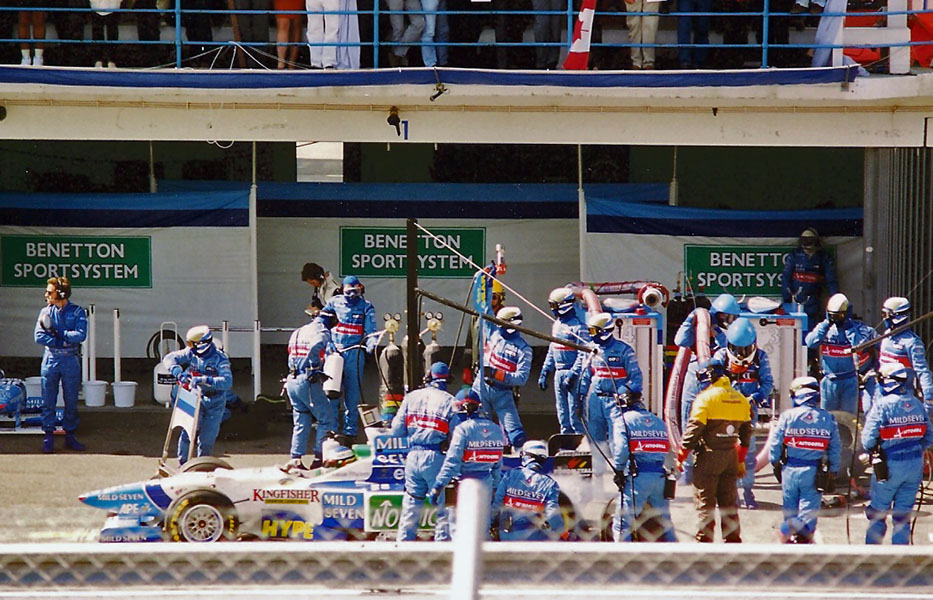
Il box anglo-trevigiano al Gran Premio del Portogallo 1996, all'opera intorno alla Benetton B196 di Jean Alesi durante un pit stop

I due nuovi piloti, Jean Alesi e Gerhard Berger, quest'ultimo di ritorno sotto le insegne Benetton dopo un decennio, nonostante le dichiarazioni d'intenti della vigilia non riuscirono a far rivivere i più recenti fasti e, per la prima volta dal 1988, il team concluse la stagione senza vittorie; tuttavia la coppia ottenne costanti piazzamenti a punti (14 volte su 16 gare) e numerosi podi, risultati che permisero di mantenersi ai piani alti dello schieramento e chiudere il campionato costruttori al terzo posto – dopo avere peraltro perso la virtuale seconda piazza solo nell'ultimo appuntamento in Giappone.
Ciò nonostante, nell'inverno 1996-1997 la Benetton dovette affrontare l'addio di due figure chiave nella propria ascesa, il direttore tecnico Brawn e il progettista Byrne, i quali raggiunsero Schumacher a Maranello. A questo si aggiunse un primo, parziale disimpegno dalla Formula 1 della famiglia Benetton, che spostò parte delle sue attenzioni verso una nuova avventura nel motomondiale. Una situazione che, a posteriori, chiuse definitivamente un'epoca nella storia della scuderia anglo-trevigiana.

#### L'ultima vittoria (1997)
Nel 1997 la Benetton presentò la B197. La vettura, che il nuovo direttore tecnico Nick Wirth si ritrovò in parte ereditata da Byrne, era profondamente rivista rispetto alla precedente; l'unico vero problema risiedeva nel fatto che soffrisse di mancanza congenita di carico aerodinamico, patendo quindi in circuiti come l'Hungaroring, con lunghi tratti guidati o lenti, e al contrario trovandosi a proprio agio in tracciati come l'Hockenheimring, dalle alte velocità di punta.

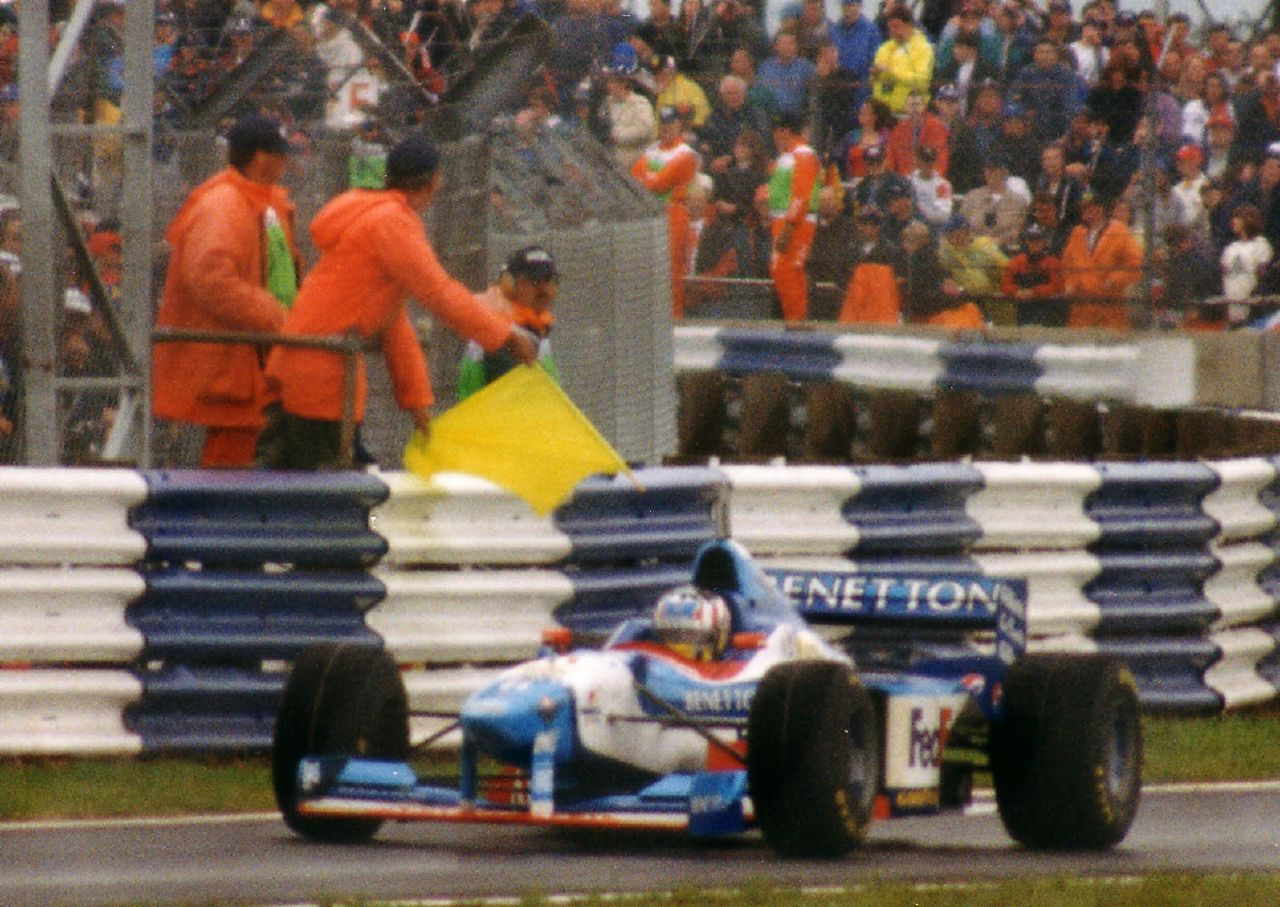
Alexander Wurz alla guida della Benetton B197 nel Gran Premio di Gran Bretagna 1997

La coppia Alesi-Berger fu confermata, anche se l'austriaco annunciò che quella del 1997 sarebbe stata la sua ultima stagione prima del ritiro. Dopo una partenza di campionato tra alti e bassi (il ritiro di Alesi in Australia, poiché rimasto senza benzina e il secondo posto di Berger in Brasile, alle spalle di Villeneuve), il collaudatore Alexander Wurz sostituì il connazionale Berger, assente per motivi personali dopo la morte del padre, per tre Gran Premi a centro stagione (Canada, Francia e Gran Bretagna); a Silverstone colse anche un terzo posto alle spalle del compagno di squadra Alesi, giunto secondo, e del vincitore Villeneuve che conquistò la centesima vittoria per la Williams.
Al successivo Gran Premio di Germania, a fine luglio, Berger riprese il suo posto da titolare e immediatamente arrivò, dopo un 1996 avaro di soddisfazioni, un successo in gara con l'austriaco che riuscì a conquistare la sua ultima vittoria in carriera: quello di Hockenheim rimarrà anche l'ultimo trionfo in Formula 1 per la Benetton, colto, curiosamente, dallo stesso pilota che undici anni prima aveva dato alla scuderia anglo-italiana la prima delle sue 27 affermazioni nel circus.
A fine stagione la Benetton fu ancora terza nel campionato costruttori anche se, questa volta, più staccata dalla coppia Williams e Ferrari. Sul finire dell'estate, inoltre, dopo otto anni Briatore aveva lasciato il suo incarico, ufficialmente per mancanza di ulteriori stimoli (la stampa speculò circa sopravvenuti dissidi tra il manager e la proprietà, tuttavia mai confermati dai diretti interessati), venendo sostituito dall'esperto dirigente britannico David Richards, arrivato dalla Prodrive e dai successi Subaru nel campionato del mondo rally, a sua volta coadiuvato dal giovane Rocco Benetton, quartogenito del patron Luciano.

#### Piazzamenti sporadici (1998-1999)

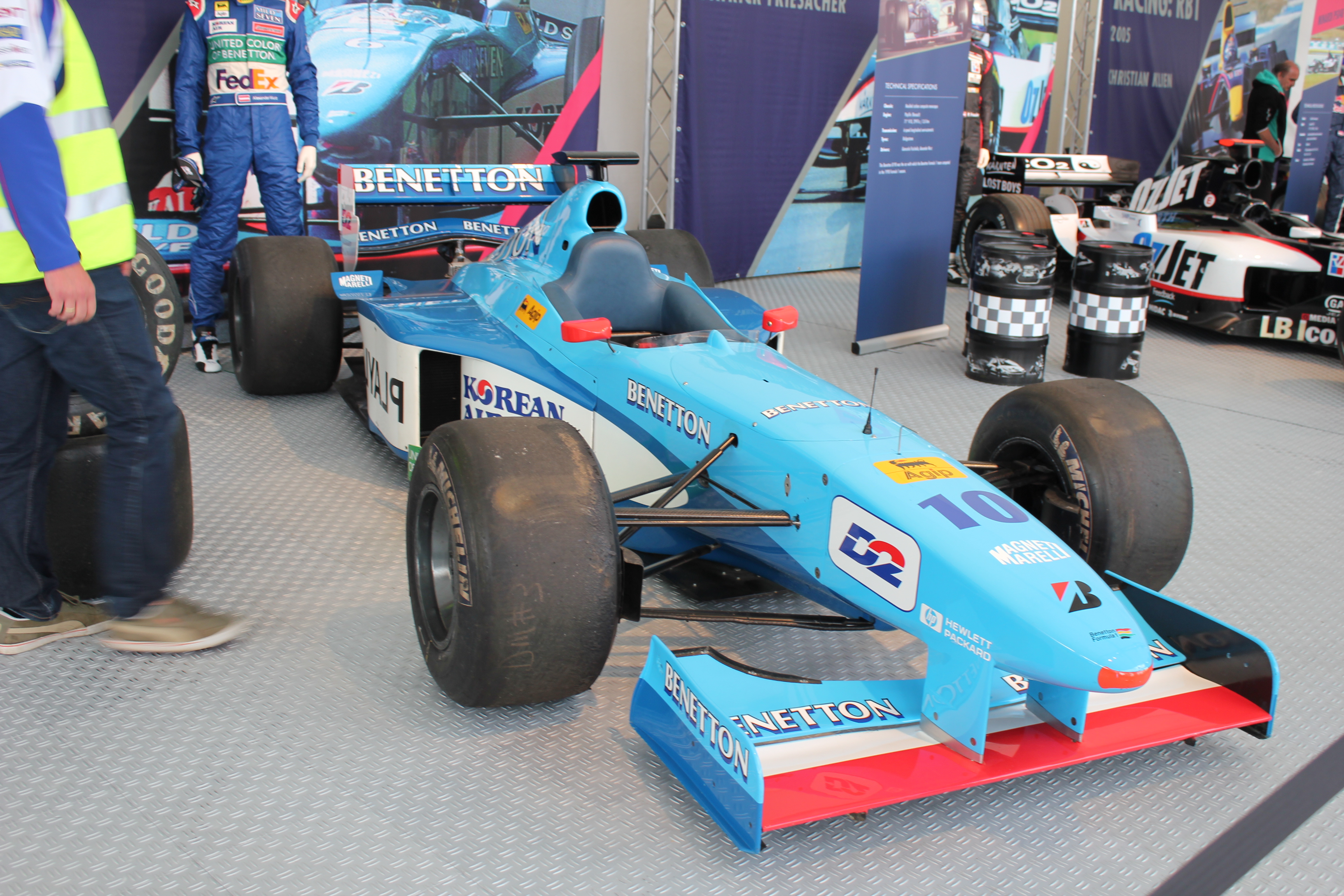
La Benetton B198 del

L'anno successivo in Benetton si visse una stagione di transizione, dettata da un profondo svecchiamento dei ranghi in fabbrica oltreché dalle contemporanee modifiche regolamentari: le carreggiate delle vetture si restrinsero, così come gli pneumatici passarono da slick a scanalati. La scuderia anglo-trevigiana andò a equipaggiare la sua B198 con le nuove coperture Bridgestone e rinverdì la sua line-up con la promozione a titolare di Wurz e l'acquisto dell'italiano Giancarlo Fisichella. Si dovette inoltre affrontare il ritiro del motorista Renault dalla Formula 1: i propulsori 1997 di Viry-Châtillon vennero passati alla consociata Mecachrome che li aggiornò per distribuirli nel 1998, oltre alla Williams campione uscente, anche alla stessa Benetton che da par suo decise di rinominarli in Playlife per ragioni commerciali, onde promuovere l'omonimo marchio di moda del gruppo Benetton.
La resa dei nuovi motori Mecachrome/Playlife non riuscì però a eguagliare quella dei precedenti Renault, inficiando negativamente sui risultati stagionali della squadra: dei due piloti il solo Fisichella mostrò qualche lampo, riuscendo a cogliere due secondi posti consecutivi nella prima parte di campionato, a Monaco e in Canada, e firmando poi in Austria l'ultima partenza al palo della storia Benetton, mentre il compagno di box Wurz seppe raggiungere soltanto dei piazzamenti in zona punti. La scuderia battagliò comunque per tutto l'anno con Williams e Jordan per il terzo posto in classifica costruttori, dietro alle inarrivabili McLaren e Ferrari, giungendo infine quinta. Nell'ottobre del 1998 irruppe altresì l'ennesimo ribaltone ai vertici con le dimissioni di Richards, entrato in rotta con la proprietà circa i piani futuri del team, sicché Rocco Benetton assunse la piena gestione a Enstone.

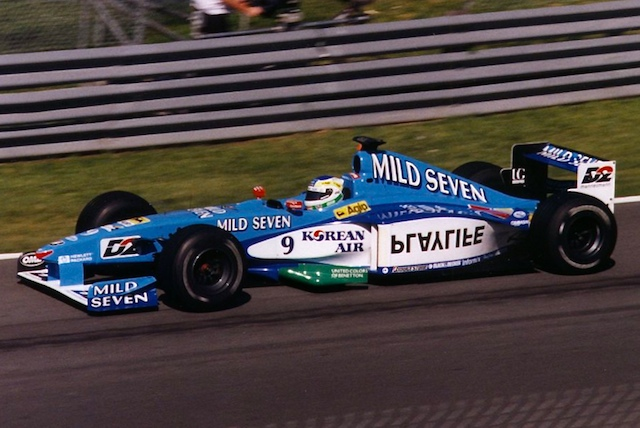
Giancarlo Fisichella alla guida della Benetton B199 nel Gran Premio del Canada 1999

Nella stagione 1999 le vicende della squadra tornarono indirettamente a incrociarsi una prima volta con quelle di Briatore il quale, nel frattempo, tramite la sua azienda Supertec si era accordato con la Mecachrome per distribuire i propulsori francesi, sotto il nuovo nome, a vari team di Formula 1: oltre alla Benetton, anche la Wiliams e la neonata BAR si affidarono a queste unità, che la scuderia anglo-italiana continuò a ribattezzare Playlife.
Neanche i nuovi motori Supertec/Playlife si dimostrarono all'altezza dei rivali e, unito ciò a una monoposto B199 poco competitiva, la squadra visse un'altra stagione travagliata, con l'unico sussulto della seconda piazza colta da Fisichella in Canada. A fine campionato, stavolta, la Benetton si vide surclassata in classifica costruttori anche dalla Stewart, chiudendo al sesto posto.

#### L'acquisizione Renault e la scomparsa (2000-2001)
Nel 2000, stagione che vide l'avvicendamento tecnico tra Wirth e Mike Gascoyne, sembrò esserci una parziale ripresa, con un quarto posto nella classifica costruttori frutto anche dei buoni risultati colti da Fisichella nella prima parte di campionato, tra cui la piazza d'onore in Brasile (dopo la squalifica post-gara della McLaren di David Coulthard) e due terzi posti consecutivi tra Monaco e Canada; una ripresa dovuta anche alle pessime prestazioni della rivale Jordan, più veloce ma decisamente meno affidabile della solida B200. Fatto più importante, all'indomani della gara di apertura in Australia la famiglia Benetton, alle prese con un team da anni in parabola discendente, sempre più in crisi di capitali e che solo un paio di anni prima aveva rifiutato di vendere alla Ford, stavolta accettò l'offerta della Renault, casa intenzionata a tornare nel circus non più come semplice motorista bensì come costruttore: la nuova proprietà transalpina riportò immediatamente Briatore, nel frattempo divenuto molto influente nelle decisioni del reparto corse della losanga, nel ruolo di direttore sportivo della scuderia.

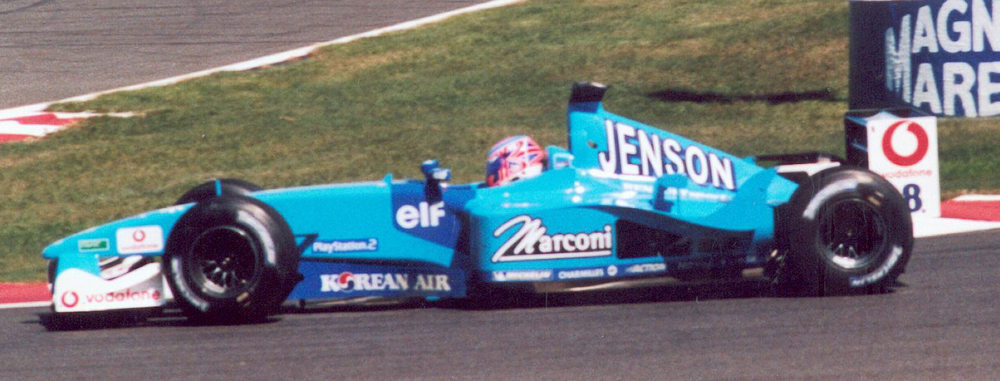
Jenson Button alla guida della Benetton B201 nel Gran Premio di Francia 2001

Il 2001 fu l'ultimo anno di attività per la Benetton che, pur mantenendo formalmente ancora marchio, numero di telaio e licenza italiana per la B201, questa era ormai da considerarsi de facto una monoposto totalmente Renault: la casa francese aveva infatti deciso di attendere ancora dodici mesi prima di ripresentarsi in forma ufficiale, motivando ciò con l'intento di sfruttare il 2001 come un anno di «assestamento» e «messa a punto» sia per questioni logistiche, onde coordinare il lavoro dei telaisti di Enstone con quello dei nuovi motoristi di Viry-Châtillon, sia per le numerose innovazioni introdotte sulla monoposto, in primis un motore con un insolito angolo tra le bancate di ben 111 gradi oltreché il passaggio a Michelin ed Elf, storici partner Renault, per le forniture tecniche.
Con simili premesse, l'ultima stagione Benetton in Formula 1 doveva essere dichiaratamente di transizione e così fu. A causa della natura sperimentale del nuovo propulsore francese, la squadra incappò in numerosi problemi di affidabilità soprattutto nella prima metà del campionato; la B201 non ottenne piazzamenti di rilievo eccezion fatta per il terzo posto di Fisichella in Belgio, arrivato più che altro grazie alle mutevoli condizioni meteorologiche. Compagno di squadra dell'italiano era il promettente britannico Jenson Button, futuro campione del mondo, ma che in quella stagione colse solo due punti contribuendo marginalmente alla settima piazza tra i costruttori, peggiore risultato di sempre del team.
Nel febbraio 2002 la proprietà francese rilevò la licenza della scuderia, riportando ufficialmente in pista la squadra Renault e ponendo così fine, dopo quindici anni e 260 Gran Premi, all'epopea Benetton.

## Risultati in F1
| Anno | Vettura | Motore        | Gomme | Piloti |    |   |     |     |    |     |     |     |     |     |     |     |     |     |     |     |  | Punti | Pos. |
| ---- | ------- | ------------- | ----- | ------ | -- | - | --- | --- | -- | --- | --- | --- | --- | --- | --- | --- | --- | --- | --- | --- |  | ----- | ---- |
| 1986 | B186    | BMW M12/13 tc | P     | Fabi   | 10 | 5 | Rit | Rit | 7  | Rit | Rit | Rit | Rit | Rit | Rit | Rit | Rit | 8   | Rit | 10  |  | 19    | 6º   |
| 1986 | B186    | BMW M12/13 tc | P     | Berger | 6  | 6 | 3   | Rit | 10 | Rit | Rit | Rit | Rit | 10  | Rit | 7   | 5   | Rit | 1   | Rit |  | 19    | 6º   |

| Anno | Vettura | Motore               | Gomme | Piloti  |     |     |     |     |     |     |   |     |     |   |   |    |     |     |     |     |  | Punti | Pos. |
| ---- | ------- | -------------------- | ----- | ------- | --- | --- | --- | --- | --- | --- | - | --- | --- | - | - | -- | --- | --- | --- | --- |  | ----- | ---- |
| 1987 | B187    | Ford Cosworth GBA tc | G     | Fabi    | Rit | Rit | Rit | 8   | Rit | 5   | 6 | Rit | Rit | 3 | 7 | 4  | Rit | 5   | Rit | Rit |  | 28    | 5º   |
| 1987 | B187    | Ford Cosworth GBA tc | G     | Boutsen | 5   | Rit | Rit | Rit | Rit | Rit | 7 | Rit | 4   | 4 | 5 | 14 | Rit | Rit | 5   | 3   |  | 28    | 5º   |

| Anno | Vettura | Motore            | Gomme | Piloti  |     |   |     |   |     |     |     |     |    |     |    |   |     |   |   |     |  | Punti | Pos. |
| ---- | ------- | ----------------- | ----- | ------- | --- | - | --- | - | --- | --- | --- | --- | -- | --- | -- | - | --- | - | - | --- |  | ----- | ---- |
| 1988 | B188    | Ford Cosworth DFR | G     | Nannini | Rit | 6 | Rit | 7 | Rit | Rit | 6   | 3   | 18 | Rit | SQ | 9 | Rit | 3 | 5 | Rit |  | 39    | 3º   |
| 1988 | B188    | Ford Cosworth DFR | G     | Boutsen | 7   | 4 | 8   | 8 | 3   | 3   | Rit | Rit | 6  | 3   | SQ | 6 | 3   | 9 | 3 | 5   |  | 39    | 3º   |

| Anno | Vettura     | Motore                            | Gomme | Piloti  |   |    |    |    |     |    |     |    |     |     |    |     |     |     |     |   |  | Punti | Pos. |
| ---- | ----------- | --------------------------------- | ----- | ------- | - | -- | -- | -- | --- | -- | --- | -- | --- | --- | -- | --- | --- | --- | --- | - |  | ----- | ---- |
| 1989 | B188 e B189 | Ford Cosworth DFR Ford HBA1/HBA 4 | G     | Nannini | 6 | 3  | 8  | 4  | Rit | SQ | Rit | 3  | Rit | Rit | 5  | Rit | 4   | Rit | 1   | 2 |  | 39    | 4º   |
| 1989 | B188 e B189 | Ford Cosworth DFR Ford HBA1/HBA 4 | G     | Herbert | 4 | 11 | 14 | 15 | 5   | NQ |     |    |     |     |    |     |     |     |     |   |  | 39    | 4º   |
| 1989 | B188 e B189 | Ford Cosworth DFR Ford HBA1/HBA 4 | G     | Pirro   |   |    |    |    |     |    | 9   | 11 | Rit | 8   | 10 | Rit | Rit | Rit | Rit | 5 |  | 39    | 4º   |

| Anno | Vettura      | Motore    | Gomme | Piloti  |    |    |   |     |     |   |    |     |     |     |   |   |   |     |   |   |  | Punti | Pos. |
| ---- | ------------ | --------- | ----- | ------- | -- | -- | - | --- | --- | - | -- | --- | --- | --- | - | - | - | --- | - | - |  | ----- | ---- |
| 1990 | B189B e B190 | Ford HBA4 | G     | Nannini | 11 | 10 | 3 | Rit | Rit | 4 | 16 | Rit | 2   | Rit | 4 | 8 | 6 | 3   |   |   |  | 71    | 3º   |
| 1990 | B189B e B190 | Ford HBA4 | G     | Moreno  |    |    |   |     |     |   |    |     |     |     |   |   |   |     | 2 | 7 |  | 71    | 3º   |
| 1990 | B189B e B190 | Ford HBA4 | G     | Piquet  | 4  | 6  | 5 | SQ  | 2   | 6 | 4  | 5   | Rit | 3   | 5 | 7 | 5 | Rit | 1 | 1 |  | 71    | 3º   |

| Anno | Vettura      | Motore    | Gomme | Piloti     |     |   |     |     |     |     |     |     |     |     |   |   |   |    |     |     |  | Punti | Pos. |
| ---- | ------------ | --------- | ----- | ---------- | --- | - | --- | --- | --- | --- | --- | --- | --- | --- | - | - | - | -- | --- | --- |  | ----- | ---- |
| 1991 | B190B e B191 | Ford HBA5 | P     | Moreno     | Rit | 7 | 13  | 4   | Rit | 5   | Rit | Rit | 8   | 8   | 4 |   |   |    |     |     |  | 38,5  | 4º   |
| 1991 | B190B e B191 | Ford HBA5 | P     | Schumacher |     |   |     |     |     |     |     |     |     |     |   | 5 | 6 | 6  | Rit | Rit |  | 38,5  | 4º   |
| 1991 | B190B e B191 | Ford HBA5 | P     | Piquet     | 3   | 5 | Rit | Rit | 1   | Rit | 8   | 5   | Rit | Rit | 3 | 6 | 5 | 11 | 7   | 4   |  | 38,5  | 4º   |

| Anno | Vettura      | Motore         | Gomme | Piloti     |     |     |     |     |     |   |     |     |   |   |     |   |   |   |     |   |  | Punti | Pos. |
| ---- | ------------ | -------------- | ----- | ---------- | --- | --- | --- | --- | --- | - | --- | --- | - | - | --- | - | - | - | --- | - |  | ----- | ---- |
| 1992 | B191B e B192 | Ford HBA5/HBA7 | G     | Schumacher | 4   | 3   | 3   | 2   | Rit | 4 | 2   | Rit | 4 | 3 | Rit | 1 | 3 | 7 | Rit | 2 |  | 91    | 3º   |
| 1992 | B191B e B192 | Ford HBA5/HBA7 | G     | Brundle    | Rit | Rit | Rit | Rit | 4   | 5 | Rit | 3   | 3 | 4 | 5   | 4 | 2 | 4 | 3   | 3 |  | 91    | 3º   |

| Anno | Vettura       | Motore         | Gomme | Piloti     |     |     |     |     |   |     |     |    |   |   |     |   |     |    |     |     |  | Punti | Pos. |
| ---- | ------------- | -------------- | ----- | ---------- | --- | --- | --- | --- | - | --- | --- | -- | - | - | --- | - | --- | -- | --- | --- |  | ----- | ---- |
| 1993 | B193A e B193B | Ford HBA7/HBA8 | G     | Schumacher | Rit | 3   | Rit | 2   | 3 | Rit | 2   | 3  | 2 | 2 | Rit | 2 | Rit | 1  | Rit | Rit |  | 72    | 3º   |
| 1993 | B193A e B193B | Ford HBA7/HBA8 | G     | Patrese    | Rit | Rit | 5   | Rit | 4 | Rit | Rit | 10 | 3 | 5 | 2   | 6 | 5   | 16 | Rit | 8   |  | 72    | 3º   |

| Anno | Vettura | Motore           | Gomme | Piloti     |     |     |     |   |     |   |     |    |     |   |    |     |     |     |     |     |  | Punti | Pos. |
| ---- | ------- | ---------------- | ----- | ---------- | --- | --- | --- | - | --- | - | --- | -- | --- | - | -- | --- | --- | --- | --- | --- |  | ----- | ---- |
| 1994 | B194    | Ford ECA Zetec-R | G     | Schumacher | 1   | 1   | 1   | 1 | 2   | 1 | 1   | SQ | Rit | 1 | SQ | ES  | ES  | 1   | 2   | Rit |  | 103   | 2º   |
| 1994 | B194    | Ford ECA Zetec-R | G     | Verstappen | Rit | Rit |     |   |     |   | Rit | 8  | Rit | 3 | 3  | Rit | 5   | Rit |     |     |  | 103   | 2º   |
| 1994 | B194    | Ford ECA Zetec-R | G     | Lehto      |     |     | Rit | 7 | Rit | 6 |     |    |     |   |    | 9   | Rit |     |     |     |  | 103   | 2º   |
| 1994 | B194    | Ford ECA Zetec-R | G     | Herbert    |     |     |     |   |     |   |     |    |     |   |    |     |     |     | Rit | Rit |  | 103   | 2º   |

| Anno | Vettura | Motore      | Gomme | Piloti     |     |   |     |   |   |     |     |     |   |    |   |     |   |   |   |   |     | Punti | Pos. |
| ---- | ------- | ----------- | ----- | ---------- | --- | - | --- | - | - | --- | --- | --- | - | -- | - | --- | - | - | - | - | --- | ----- | ---- |
| 1995 | B195    | Renault RS7 | G     | Schumacher | 1   | 3 | Rit | 1 | 1 | 5   | 1   | Rit | 1 | 11 | 1 | Rit | 2 | 1 | 1 | 1 | Rit | 137   | 1º   |
| 1995 | B195    | Renault RS7 | G     | Herbert    | Rit | 4 | 7   | 2 | 4 | Rit | Rit | 1   | 4 | 4  | 7 | 1   | 7 | 5 | 6 | 3 | Rit | 137   | 1º   |

| Anno | Vettura | Motore      | Gomme | Piloti |     |     |     |     |   |     |     |     |   |     |    |     |   |     |   |     |  | Punti | Pos. |
| ---- | ------- | ----------- | ----- | ------ | --- | --- | --- | --- | - | --- | --- | --- | - | --- | -- | --- | - | --- | - | --- |  | ----- | ---- |
| 1996 | B196    | Renault RS8 | G     | Alesi  | Rit | 2   | 3   | Rit | 6 | Rit | 2   | 3   | 3 | Rit | 2  | 3   | 4 | 2   | 4 | Rit |  | 68    | 3º   |
| 1996 | B196    | Renault RS8 | G     | Berger | 4   | Rit | Rit | 9   | 3 | Rit | Rit | Rit | 4 | 2   | 13 | Rit | 6 | Rit | 6 | 4   |  | 68    | 3º   |

| Anno | Vettura | Motore      | Gomme | Piloti |     |   |   |     |     |    |     |     |   |   |    |   |   |     |   |   |    | Punti | Pos. |
| ---- | ------- | ----------- | ----- | ------ | --- | - | - | --- | --- | -- | --- | --- | - | - | -- | - | - | --- | - | - | -- | ----- | ---- |
| 1997 | B197    | Renault RS9 | G     | Alesi  | Rit | 6 | 7 | 5   | Rit | 3  | 2   | 5   | 2 | 6 | 11 | 8 | 2 | Rit | 2 | 5 | 13 | 67    | 3º   |
| 1997 | B197    | Renault RS9 | G     | Berger | 4   | 2 | 6 | Rit | 9   | 10 |     |     |   | 1 | 8  | 6 | 7 | 10  | 4 | 8 | 4  | 67    | 3º   |
| 1997 | B197    | Renault RS9 | G     | Wurz   |     |   |   |     |     |    | Rit | Rit | 3 |   |    |   |   |     |   |   |    | 67    | 3º   |

| Anno | Vettura | Motore           | Gomme | Piloti     |     |   |   |     |     |     |   |   |   |     |    |    |     |     |   |   |  | Punti | Pos. |
| ---- | ------- | ---------------- | ----- | ---------- | --- | - | - | --- | --- | --- | - | - | - | --- | -- | -- | --- | --- | - | - |  | ----- | ---- |
| 1998 | B198    | Playlife GC37-01 | B     | Fisichella | Rit | 6 | 7 | Rit | Rit | 2   | 2 | 9 | 5 | Rit | 7  | 8  | Rit | 8   | 6 | 8 |  | 33    | 5º   |
| 1998 | B198    | Playlife GC37-01 | B     | Wurz       | 7   | 4 | 4 | Rit | 4   | Rit | 4 | 5 | 4 | 9   | 11 | 16 | Rit | Rit | 7 | 9 |  | 33    | 5º   |

| Anno | Vettura | Motore        | Gomme | Piloti     |     |     |     |   |    |     |     |    |    |     |     |    |     |     |    |    |  | Punti | Pos. |
| ---- | ------- | ------------- | ----- | ---------- | --- | --- | --- | - | -- | --- | --- | -- | -- | --- | --- | -- | --- | --- | -- | -- |  | ----- | ---- |
| 1999 | B199    | Playlife FB01 | B     | Fisichella | 4   | Rit | 5   | 5 | 9  | 2   | Rit | 7  | 12 | Rit | Rit | 11 | Rit | Rit | 11 | 14 |  | 16    | 6º   |
| 1999 | B199    | Playlife FB01 | B     | Wurz       | Rit | 7   | Rit | 6 | 10 | Rit | Rit | 10 | 5  | 7   | 7   | 14 | Rit | Rit | 8  | 10 |  | 16    | 6º   |

| Anno | Vettura | Motore        | Gomme | Piloti     |   |     |    |   |    |    |     |   |     |     |     |     |     |    |     |     |   | Punti | Pos. |
| ---- | ------- | ------------- | ----- | ---------- | - | --- | -- | - | -- | -- | --- | - | --- | --- | --- | --- | --- | -- | --- | --- | - | ----- | ---- |
| 2000 | B200    | Playlife FB02 | B     | Fisichella | 5 | 2   | 11 | 7 | 9  | 5  | 3   | 3 | 9   | Rit | Rit | Rit | Rit | 11 | Rit | 14  | 9 | 20    | 4º   |
| 2000 | B200    | Playlife FB02 | B     | Wurz       | 7 | Rit | 9  | 9 | 10 | 12 | Rit | 9 | Rit | 10  | Rit | 11  | 13  | 5  | 10  | Rit | 7 | 20    | 4º   |

| Anno | Vettura | Motore       | Gomme | Piloti     |    |     |    |     |    |     |     |     |    |    |    |   |     |     |     |   |    | Punti | Pos. |
| ---- | ------- | ------------ | ----- | ---------- | -- | --- | -- | --- | -- | --- | --- | --- | -- | -- | -- | - | --- | --- | --- | - | -- | ----- | ---- |
| 2001 | B201    | Renault RS21 | M     | Fisichella | 13 | Rit | 6  | Rit | 14 | Rit | Rit | Rit | 11 | 11 | 13 | 4 | Rit | 3   | 10  | 8 | 17 | 10    | 7º   |
| 2001 | B201    | Renault RS21 | M     | Button     | 14 | 11  | 10 | 12  | 15 | Rit | 7   | Rit | 13 | 16 | 15 | 5 | Rit | Rit | Rit | 9 | 7  | 10    | 7º   |

| Legenda | 1º posto     | 2º posto | 3º posto    | A punti         | Senza punti/Non class.  | Grassetto – Pole position Corsivo – Giro più veloce |
| Legenda | Squalificato | Ritirato | Non partito | Non qualificato | Solo prove/Terzo pilota | Grassetto – Pole position Corsivo – Giro più veloce |

### Campionati piloti vinti
- 1994: piloti - (Michael Schumacher, Benetton-Ford)
- 1995: piloti - (Michael Schumacher, Benetton-Renault)

### Campionati costruttori vinti
- 1995: costruttori - (Benetton-Renault, Michael Schumacher, Johnny Herbert)

## Principali piloti

Michael Schumacher, il pilota più vincente nella storia della Benetton

- Michael Schumacher (1991-1995): 68 GP, 19 vittorie, campione del mondo 1994-1995
- Nelson Piquet (1990-1991): 32 GP, 3 vittorie
- Gerhard Berger (1986, 1996-1997): 46 GP, 2 vittorie
- Johnny Herbert (1989, 1994-1995): 24 GP, 2 vittorie
- Alessandro Nannini (1988-1990): 46 GP, 1 vittoria
- Giancarlo Fisichella (1998-2001): 66 GP
- Alexander Wurz (1997-2000): 52 GP
- Jean Alesi (1996-1997): 33 GP
- Thierry Boutsen (1987-1988): 32 GP
- Teo Fabi (1986-1987): 32 GP
- Riccardo Patrese (1993): 16 GP
- Martin Brundle (1992): 16 GP

## Vetture
Le vetture con cui la Benetton Formula ha corso in Formula 1 sono:
- Benetton B186 (1986)
- Benetton B187 (1987)
- Benetton B188 (1988-1989)
- Benetton B189 (1989-1990)
- Benetton B190 (1990-1991)
- Benetton B191 (1991-1992)
- Benetton B192 (1992)
- Benetton B193 (1993)
- Benetton B194 (1994)
- Benetton B195 (1995)
- Benetton B196 (1996)
- Benetton B197 (1997)
- Benetton B198 (1998)
- Benetton B199 (1999)
- Benetton B200 (2000)
- Benetton B201 (2001)

## Partner motoristici
- BMW (1986)
- Ford (1987-1994)
- Renault (1995-1997, 2001)
- Playlife (1998-2000)